# لیروی بارل
 لیروی بارل (انگلیسی: Leroy Burrell؛ زادهٔ ۲۱ فوریهٔ ۱۹۶۷) یک ورزشکار اهل ایالات متحده آمریکا است.